# Serristori (famiglia)

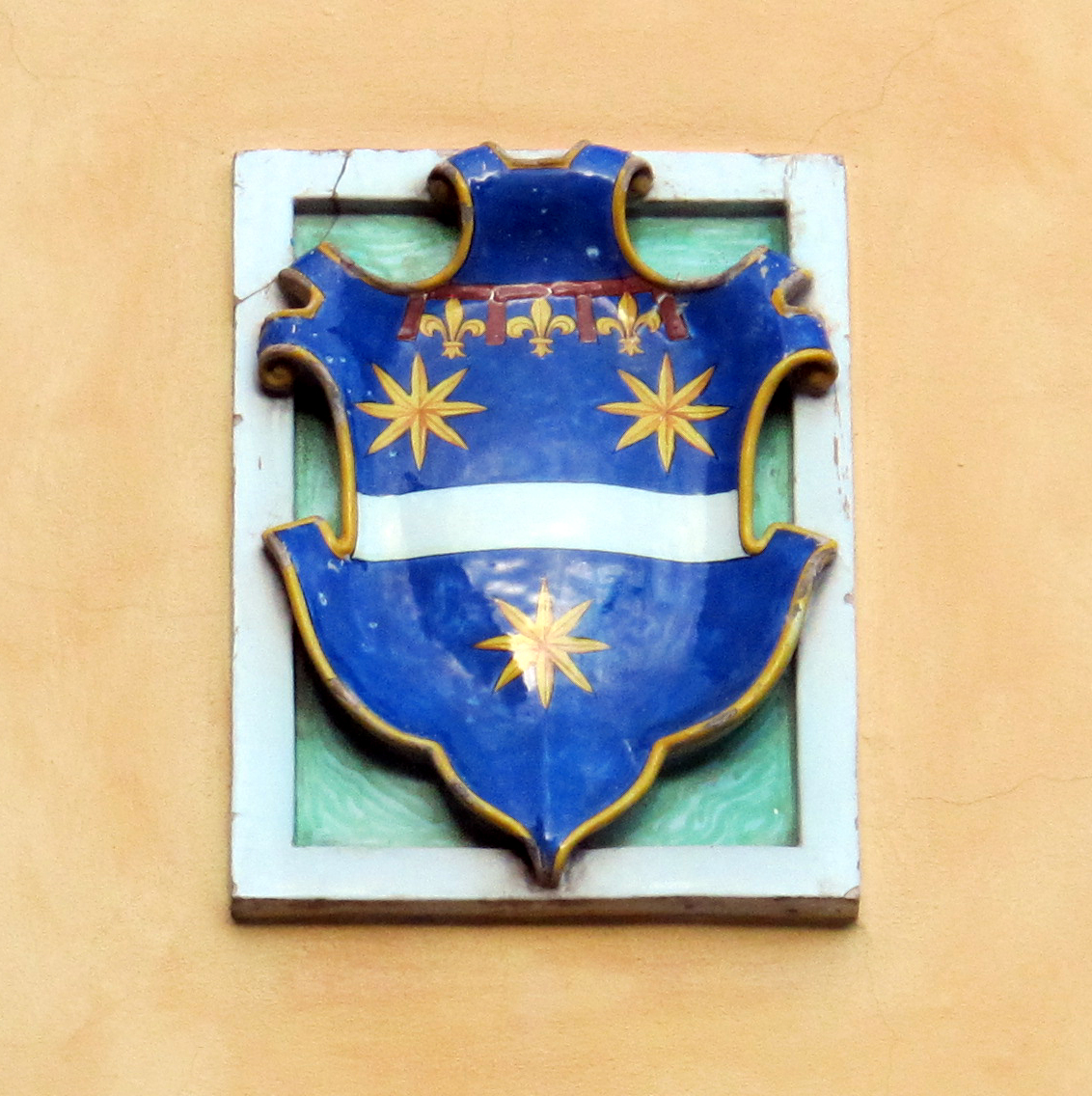
Stemma Serristori: d'azzurro, alla fascia diminuita d'argento, accompagnata da tre stelle a otto (o sei) punte d'oro, 2.1; e al capo cucito d'Angiò

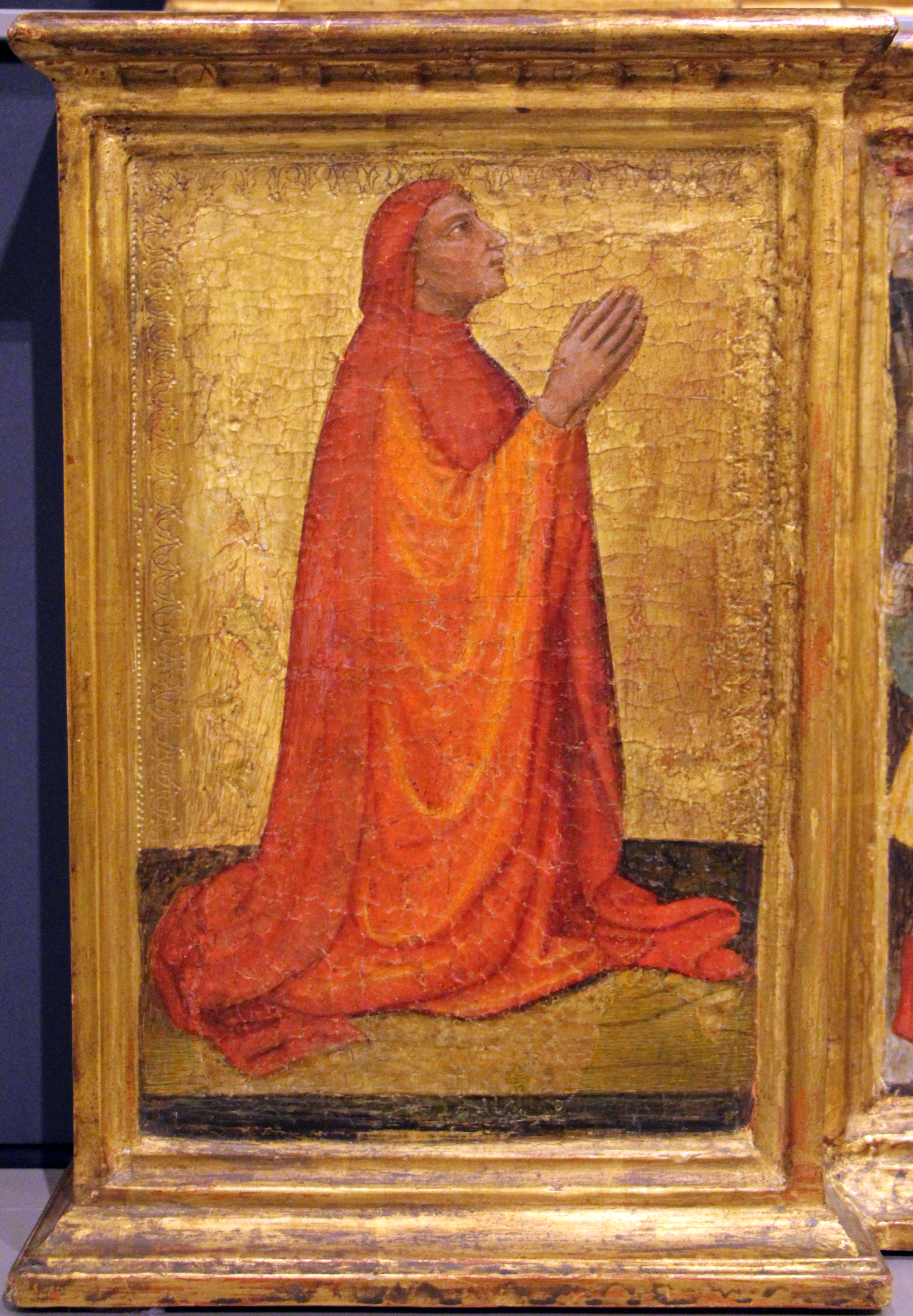
Il committente nel Polittico Serristori di Mariotto di Nardo (1424, Prato, Museo civico)

I Serristori sono una famiglia patrizia toscana, originaria di Figline Valdarno e inurbatasi a Firenze, dove ottenne ricchezza, titoli e onori.

## Storia familiare

Averardo da Figline, in vita nel 1178, ne è ritenuto il capostipite, da cui discende quel "ser Ristoro" notaio nel 1299 da cui si radicò poi il nome familiare, in particolare grazie a un suo omonimo, ser Ristoro di Jacopo, che fissò il nome familiare e fu notaio della Signoria nel 1383. Suo nipote diretto fu Antonio Serristori, che arricchì notevolmente la sua casata e fu Gonfaloniere di Giustizia nel 1443. Uno dei suoi figli, Giovanni (1419-1494), superò i successi politici del padre, ottenendo le nomine di priore delle Arti, membro dei Dieci di Balia e infine gonfaloniere di giustizia. Nel corso del XV secolo ottennero il privilegio da parte di re Ladislao di Napoli di apporre il capo d'Angiò sul loro stemma familiare. Il titolo nobiliare di conti arrivò con Francesco di Averardo, che venne nominato, assieme ad altri patrizi fiorentini, conte palatino da Leone X in occasione della sua visita a Firenze del 1515.
Tra questi Bartolomeo Serristori fu nominato arcivescovo di Trani nel 1551, e Lorenzo (di Averardo) e Lodovico furono vescovi di Bitetto (1528 e 1552). Fu proprio Lorenzo ad avviare la costruzione del grande palazzo Serristori lungo l'Arno, terminato nel 1520.
Al tempo delle lotte antimedicee contro Cosimo I Francesco di Guglielmo e Niccolò di Francesco si schierarono con la parte repubblicana, perdendo tutti i loro beni in città. Nonostante ciò alcuni rami familiari resistettero e rimasero fedeli ai Medici, ottenendo nel corso del XVI secolo ricchezze e onorificenze. In particolare Averardo Serristori fu vicino al nuovo regnante, tanto da essere scelto come ambasciatore presso Carlo V nella delicata missione che chiedeva all'imperatore il riconoscimento del titolo di duca al successore indiretto dell'ucciso Alessandro, la restituzione delle fortezze toscane, e il futuro della vedova Margherita d'Austria, figlia minore dello stesso Carlo e già sposa di Alessandro (1537). Alla fine Averardo ottenne il titolo e, in parte, le fortezze, ma non la mano della vedova (per Cosimo), che infatti sposerà poi Ottavio Farnese. Dopo questo successo fu inviato ambasciatore presso il nuovo Pio V (1556): proprio il papa che concesse il titolo di granduca in cambio di una lotta dura all'eresia in toscana, con la dolorosa condanna del fidato Pietro Carnesecchi.
Nel XVIII secolo si distinse Anton Maria di Averardo, ministro di Pietro Leopoldo, e nell'Ottocento Luigi Serristori, che ebbe importanti incarichi politici e nel cui palazzo sul lungarno che da essi prese poi il nome ebbe l'onore di ospitare Giuseppe Bonaparte deposto, che ivi morì il 28 luglio 1844.
Famiglia tuttora esistente, fu nei secoli proprietaria di vasti possedimenti in città e in campagna. La loro villa storica, a Figline, fu donata per la creazione di un ospedale: l'ospedale Serristori è tutt'oggi il principale del Valdarno superiore.